# Nomia scitula
Nomia scitula är en biart som beskrevs av Charles Thomas Bingham 1903. Nomia scitula ingår i släktet Nomia och familjen vägbin. Inga underarter finns listade i Catalogue of Life.